# Martin Hentschel
Martin Hentschel (* 16. August 1984 in Rostock) ist ein deutscher Schauspieler und Publizist. Er wirkte bis heute in zahlreichen Fernsehfilmen, Kinoproduktionen, Werbespots, Kurzfilmen und TV-Serien als Darsteller mit. Zudem veröffentlichte er mehrere Filmsachbücher.

## Biografie
Nach Hochschulreife und Wehrdienst war Hentschel in seiner Heimat zunächst als Bühnendarsteller aktiv, reüssierte später jedoch im Film. So wirkte er als Schauspieler ab 2009 in mehreren abendfüllenden Produktionen und Werbespots mit. Neben seiner Tätigkeit als Mime betätigt er sich seit 2008 als Autor und Publizist von Fachliteratur zum Thema Film und genrespezifischem Kino. Hentschel lebt und wirkt in Düsseldorf.

## Buch-Publikationen (Auswahl)
- Mit Peter Osteried: Gloria Guida: Porträt Nr. 3. Medien-, Publikations- und Werbegesellschaft Knorr Martens, Hille 2008, ISBN 978-3-931608-87-3.
- Mit Laurenz Werter: Edwige Fenech: Porträt Nr. 7. Medien-, Publikations- und Werbegesellschaft Knorr Martens, Hille 2010, ISBN 978-3-931608-20-0.
- Heisse Teens und flotte Filme – Die italienischen Erotik-Klamotten der 70’er und 80’er Jahre. Kindle Direct Publishing, 2013, ISBN 978-1-4904-4392-8.
- Lass jucken! – Die Kumpelfilme der 1970er. Kindle Direct Publishing, 2014, ISBN 978-1-5007-9847-5.
- Video Rebellen – Die 100 besten und schrägsten deutschen Underground-Filmperlen. Kindle Direct Publishing, 2015, ISBN 978-1-5152-5742-4.
- Zitroneneis, Sex & Rock’n Roll – Die deutsch-israelische Filmreihe „Eis am Stiel“ (1978–1988). Kindle Direct Publishing, 2016, ISBN 978-1-5395-7872-7.
- Video Rebellen 2 – Der absolute Video-Wahnsinn! Kindle Direct Publishing, 2017, ISBN 978-1-9811-5869-0.
- Mit Zachi Noy: Ich hasse Eis am Stiel - Shalom, du pralles Leben!,. 2024, ISBN 978-3-949217-54-8.

## Filmografie (Auswahl)
- 2009: La petite mort
- 2010: Der Ghostwriter
- 2010: Otto’s Eleven
- 2011: Project Genesis: Crossclub 2
- 2011: Niemand ist eine Insel (TV-Film)
- 2012: Wir wollten aufs Meer
- 2013: Tatort Calw – Hexensabbat
- 2013: Unsere Mütter, unsere Väter (ZDF-Trilogie)
- 2013: Die heimlichen Wunden (Kurzfilm)
- 2014: Herzlos
- 2015: Marie Brand und das Erbe der Olga Lenau (TV-Film)
- 2015: Rentnercops: Jeder Tag zählt! (Fernsehserie)
- 2015: Tatort: Kollaps (TV-Film)
- 2016: Duell der Brüder – Die Geschichte von Adidas und Puma
- 2017: Ein Kind wird gesucht
- 2019: Porn Culture – Pornografie im Wandel der Zeit (Dokumentation)[1]
- 2019: Die Abrissbirnen